# Антуан, Мэттью
Мэттью Антуан (англ. Matthew Antoine, 2 апреля 1985, Прери-ду-Шин, Висконсин) — американский скелетонист, выступающий за сборную США с 2003 года. Неоднократный призёр различных этапов Кубка Америки и Европы, обладатель нескольких золотых медалей Межконтинентального кубка. Чемпион мира среди смешанных команд по бобслею и скелетону.

## Биография
Мэттью Антуан родился 2 апреля 1985 года в городе Прери-ду-Шин, штат Висконсин. После окончания школы стал студентом Калифорнийского университета в Пенсильвании, там начал активно заниматься спортом, в основном лёгкой атлетикой. В 2002 году решил попробовать себя в скелетоне, поскольку этот вид спорта был включён в олимпийскую программу, и его популярность резко пошла вверх. Первое время соревновался исключительно на второстепенных турнирах, попадал в десятку лучших на этапах Межконтинентального кубка, получал подиумы Кубков Америки и Европы. Выступать на самых престижных соревнованиях начал с сезона 2008/09, сразу же показав неплохое для новичка время.
Лучшего результата на Кубке мира добился в январе 2009 года на этапе в канадском Уистлере, когда финишировал третьим и получил бронзовую медаль. В 2011 году был признан скелетонистом года в США. На чемпионате мира 2012 года в Лейк-Плэсиде разделил пятое место с латышом Томассом Дукурсом, и на данный момент это лучший его результат на мировых первенствах, тогда как в составе смешанной команды по бобслею и скелетону завоевал золото. В свободное от спорта время любит рыбачить, из музыки слушает альтернативу и гранж, в еде предпочитает пиццу.